# 羅托艾拉湖

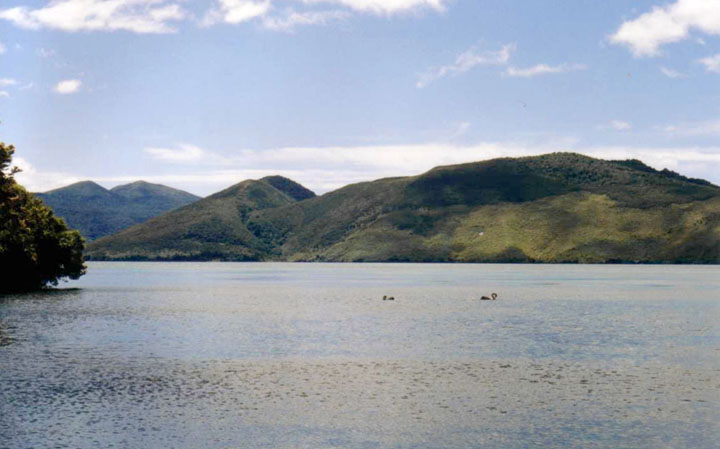

羅托艾拉湖是新西蘭的湖泊，位於北島陶波湖以南，由懷卡托負責管轄，是該國少數私人擁有的湖泊，在該湖釣魚或進行其他活動需要持有許可證。